# Hristoforovca, Ungheni
Hristoforovca este un sat din cadrul comunei Pîrlița din raionul Ungheni, Republica Moldova.